# La Lande-Patry
La Lande-Patry (la lɑ̃d.pa.tʁiⓘ) es una comuna francesa situada en el departamento de Orne, en la región de Normandía.

## Demografía
| 1316 | 1643 | 1738 | 1817 | 1778 | 1757 | 1805 |
| Para los censos de 1962 a 1999 la población legal corresponde a la población sin duplicidades (Fuente: INSEE [Consultar]) |      |      |      |      |      |      |